# 愛知電視台
愛知電視株式會社（日语：／ Terebi Aichi */?），簡稱TVA，是日本一所以愛知縣為播出地區的電視台。愛知電視台開播于1983年9月1日，是東京電視台聯播網TXN的成員。愛知電視的呼號為JOCI-DTV，遙控器號碼是10頻道（亦是TXN唯一的10頻道）。

## 資本構成
下表列出2016年3月31日時愛知電視台的主要股東:360：
| 資本金   | 發行股份總數 | 持股數 |
| -------- | ------------ | ------ |
| 10億日元 | 20,000股     | 36     |

| 股東            | 持股數  | 比例   |
| --------------- | ------- | ------ |
| 日本經濟新聞社  | 4,180股 | 20.90% |
| 東京電視台      | 2,035股 | 10.17% |
| 中日新聞社      | 2,000股 | 10.00% |
| 名古屋巨蛋      | 1,600股 | 08.00% |
| 大阪電視台      | 1,390股 | 06.95% |
| 愛知縣知事      | 0,600股 | 03.00% |
| 三菱東京UFJ銀行 | 0,600股 | 03.00% |
| 名古屋鐵道      | 0,600股 | 03.00% |
| 中部電力        | 0,600股 | 03.00% |
| 豐田汽車        | 0,600股 | 03.00% |
| 岐阜新聞社      | 0,600股 | 03.00% |
| 朝日新聞社      | 0,600股 | 03.00% |
| 三重電視台      | 0,600股 | 03.00% |

## 歷史
東京電視台在完成經營重建之後，著手成立自己的聯播網，其第一步是1982年3月1日開播的大阪電視台:116。此後東京電視台及其大股東日本經濟新聞社有意在名古屋開設第三家電視台，並邀請中日新聞社參與設立新台:116。1981年11月，日經新聞社向郵政省申請在愛知縣開設新台。郵政省同意在名古屋設立新台，但要求播出區域限制在愛知縣:116。至1982年2月底，已有105家公司申請在愛知縣設立新台:116。郵政省因此請求時任愛知縣知事桑原幹根和時任東海銀行會長三宅重光出面整合這些申請。同年7月6日，各家業者整合為「愛知電視台」進行申請，並於7月13日獲得預備執照:116-117。9月6日，愛知電視台舉辦發起人總會。12月1日，愛知電視台舉辦設立總會:116-117。1982年8月26日，愛知電視台總部日經名古屋電波會館動工。翌年8月2日，愛知電視台遷入這座建築辦公:119。愛知電視台選擇設計師岡本滋夫的作品作為商標，且公司代表色和開播及收播時的短片也是由岡本滋夫製作:120-121。同時愛知電視台借用同為UHF電視台的中京電視台的天線和轉播站播出訊號:121。
1983年9月1日早晨5時59分，愛知電視台正式開播，令愛知縣在中京電視台開播後時隔14年再次有民營電視台開播。愛知電視台也是愛知縣第五家民營電視台和日本第100家民營電視台:116。愛知電視台播出的第一個節目是日本舞蹈《清元·四季三葉草》:126。9月1日當晚，愛知電視台的黃金時段平均收視率有9.1%:131。1983年第四季度，愛知電視台的黃金時段（19時至22時）平均收視率有5%、晚間時段（19時至23時）平均收視率有4.5%、全日平均收視率有2%。1985年第一季度，這三個數字分別提高至6.8%、6%和2.9%:135。愛知電視台在1985年度實現1,200萬日元的盈利，是開播以來的首次盈利:138。1988年，愛知電視台的全年平均黃金時段收視率有7.6%、晚間時段有6.7%、全日有3.2%:138-139。這一年愛知電視台實現清空累積虧損:139。翌年愛知電視台實施了首次股票分紅:140。
愛知電視台在1990年代實現營業額和盈利年均10%以上增長，大幅高於名古屋的其他電視台:22。愛知電視台的營業額也在日本各民營電視台中從1992年的第42位提高到1997年的第24位:23。1996年度，愛知電視台營業額達108.46億日元，首次超過100億日元；盈利達13.24億日元，同樣創出新高:84。1998年度，愛知電視台營業額有112.24億日元，盈利有12.85億日元:22。愛知電視台在收視率方面在1990年代也有明顯上升。1993年4月至9月，愛知電視台黃金時段平均收視率達9%，創下開播以來最高記錄。同期晚間時段平均收視率亦有8%，全日平均收視率有3.7%:42-43。1997年，愛知電視台的黃金時段平均收視率有8.7%、晚間時段有7.9%、全日有4.0%。黃金和晚間時段收視率是歷代第二位，全日收視率則是第一位並首次超過4%:108。至1997年12月14日，愛知電視台連續100週取得TXN聯播網各台最高的全日平均收視率:24。愛知電視台在1998年的自製節目比例也提高到11%，比1993年的7%提高了4%，但仍明顯低於名古屋其他各台15%至20%的水準:26。
愛知電視台自2003年12月1日開始播出數位電視訊號，並於2011年7月24日停止播出類比電視。在開播35週年的2018年，愛知電視台舉辦了一系列宣傳活動，並在9月1日播出了5小時直播特別節目。愛知電視台近年試圖開拓網絡領域，在2020年和名古屋的另外三家民營電視台（東海電視台、CBC電視台、中京電視台）共同創建隨選視訊服務Locipo，試圖開拓網路領域。

## 節目
愛知電視台在開播時以「愛和知性的25頻道」、「微笑家族的愛知電視台」為宣傳口號，將聚焦本地的新聞和生活資訊節目、經濟產業節目、女性向節目作為重點自製節目:118，並且制定了節目自製率10%的目標:123。愛知電視台的第一個大型自製帶狀新聞節目是《TVA Hot Report》（TVAホットレポート），在每週一至週五17時播出:127-128。1991年，愛知電視台開始播出《5點了 愛知電視台新聞》（5時ですテレビ愛知ニュース）節目。該節目在1996年的全年平均收視率達3.8%:91。1997年，愛知電視台傍晚的全國新聞和地方新聞的播出時間進行交換，在17時25分播出《新聞傍晚一番》（ニュース夕方いちばん）節目:107。同年愛知電視台還轉播了愛知縣獲得2005年國際博覽會主辦權的瞬間:101-102。現在愛知電視台在平日傍晚播出的自製帶狀新聞節目是2020年開始播出的《5時攝影棚》。愛知電視台還在每週日午後播出用數據分析日本各主要都市的新聞節目《數據解析!Sunday Journal》。
愛知電視台在開播初期製作了《TV文化主婦DO！》（TVカルチャー奥さまDO！）這一帶狀主婦向資訊節目，並在週六午後播出面向年輕觀眾的資訊節目《三野文泰時間》（みのもんたの時間ですよー）、週二晚間播出本地的經濟文化人士出演的節目《東海的群像》:128-129。愛知電視台還製作過《森蘭丸》、《女人們的名古屋城》等大型時代劇:60-61。現在愛知電視台製作的在TXN聯播網各台播出的綜藝節目有2015年開始在週日深夜（週一凌晨）播出的《乃木坂工事中》。在本地播出的大型綜藝節目有《黑Channel》，以及自1998年開始播出的長壽音樂節目。愛知電視台在週六上午播出本地資訊節目《Kusuguru》。
愛知電視台長期轉播日本職棒的比賽。1993年，愛知電視台轉播的日本職棒比賽取得16.4%的平均收視率:54。愛知電視台在1993年開始轉播J聯賽的比賽，並在第一年的黃金時段取得11.2%的收視率，但在翌年就下降至6.9%:54。1996年，愛知電視台首次轉播高爾夫球和NASCAR:88。愛知電視台曾製作過帶狀體育新聞節目《龍和鯨》:72。
愛知電視台亦負責TXN聯播網在週六早晨8時的動畫節目的製作。現在這一時間播出的動畫作品是《卡片戰鬥先導者》。

## 外部連結
- 愛知電視台 （页面存档备份，存于） - 官方網站
- YouTube上的愛知電視台頻道
- 愛知電視台的X（前Twitter）
- 愛知電視台的Facebook專頁
- 愛知電視台的Instagram帳戶